# Sambucus australasica
Sambucus australasica är en desmeknoppsväxtart som först beskrevs av Lindley, och fick sitt nu gällande namn av Karl Fritsch. Sambucus australasica ingår i släktet flädrar, och familjen desmeknoppsväxter. Inga underarter finns listade i Catalogue of Life.